# سوريل سوفت وير
سوريل سوفت وير (بالإنجليزية: Surreal Software)‏ هو مطور ألعاب فيديو سابق، كان مقره في كيركلاند، واشنطن، الولايات المتحدة، والآن يتبع شركة وارنر برذرز إنترآكتيف إنترتيمنت، عُرفت سوريل بألعابها The Lord of the Rings: The Fellowship of the Ring و ذا سوفرينغ و Drakan. كانت توظف أكثر من 130 من المصممين والفنانين والمبرمجين، لكن شركة وارنر برذرز استحوذت عليها أثناء إفلاس ميدواي جيمز في يوليو 2009. بعد تسريح عدد كبير من العمال في يناير 2011، تم دمج الموظفين الباقين للشركة في مكاتب كيركلاند التابعة لمجموعة البنك الدولي، جنبًا إلى جنب مع مطورين مونولث و سنو بليند.
عمل الاستوديو آخر مرة على لعبة This Is Vegas ، وهو عنوان كان من المقرر إصداره على إكس بوكس 360 وبلاي ستيشن 3 والكمبيوتر الشخصي . تم الكشف عن لقطات الشاشة الأولى ومعلومات الفيديو والألعاب لـ This Is Vegas عام 2008 في IGN.

## التاريخ
تأسست سوريل سوفت وير في عام 1995 كاستوديو مستقل لتطوير ألعاب الفيديو من قبل آلان باتمور وستيوارت دينمان ونيك رادوفيتش ومايك نيكولز. التحق باتمور ونيكولز ورادوفيتش معًا بمدرسة إيستسايد الكاثوليكية الثانوية في بلفيو بواشنطن .  وجدوا ستيوارت دينمان، خريج جامعة واشنطن، من خلال لوحة رسائل عبر الإنترنت. بدأت المجموعة العمل في عام 1995 في مكتب في حي كوين آن في سياتل. في السابق، باع رادوفيتش العقارات ، وعمل في شركة لاسلكية، وكان نيكولز يعمل في شركة الألعاب المحلية Boss Studios ، وكان دينمان قد تدرب للتو في Microsoft في فريق Excel.
تلقت أول إشادة من النقاد بإصدار 1999 من Drakan: Order of the Flame، واصلت سوريل سوفت وير نجاحها مع Drakan: The Ancients 'Gates في أوائل عام 2002، حيث بيعت كلتا الألعاب أكثر من 250.000 نسخة. بعد أن نمت إلى فريقين للتطوير، أصدرت Surreal The Lord of the Rings: The Fellowship of the Ring في وقت لاحق من نفس العام ، حيث بيعت أكثر من 1.8 مليون نسخة.
في مارس 2004 ، أصدرت سوريل سوفتلعبة ذا سوفرينغ، وهي لعبة رعب مليئة بالإثارة تدور أحداثها في سجن بجزيرة منعزلة، مع تصميمات الوحش من قبل ستان وينستون. استمتع اللاعبون والنقاد على حد سواء بهذه المساهمة الجريئة الجديدة في نوع الرعب وفي عام 2005، تبعها The Suffering: Ties That Bind. في أبريل 2004 ، استحوذت ميدواي للألعاب على سوريل كاستوديو ألعاب داخلي. كان هذا هو الاستوديو الوحيد الذي احتفظ باسمه الأصلي بعد الاستحواذ عليه من قبل ميدواي في عام 2004. في عام 2006، انتقل موظفو سوريل من Fremont إلى استوديو الواجهة البحرية الجديد في Elliott Avenue بجوار حديقة النحت الأولمبية. في عام 2009، كانت سوريل من بين أصول في أبريل 2004 ، استحوذت ميدواي للألعاب على سوريل كاستوديو ألعاب داخلي.استحوذت ميدواي للألعاب التي اشترتها شركة وارنر برذرز. في عام 2010، تم دمج الشركة في الاستوديو القريب مونولث برودكشنز.

## المؤسسون
كان جميع المؤسسين قد تركوا الشركة قبل اندماجها مع شركة مونولث.
- ستيوارت دينمان - كبير مسؤولي التكنولوجيا
- آلان باتمور - الرئيس التنفيذي والمدير الإبداعي
- نيك رادوفيتش - المدير المالي
- مايك نيكولز - مدير فني

## قائمة الألعاب
| Year | Title                                             |      |                            |
| ---- | ------------------------------------------------- | ---- | -------------------------- |
| Year | Title                                             | 1999 | Drakan: Order of the Flame |
| 2002 | Drakan: The Ancients' Gates                       |      |                            |
| 2002 | The Lord of the Rings: The Fellowship of the Ring |      |                            |
| 2004 | [:en:The_Suffering_(video_game)]ذا سوفرينغ        |      |                            |
| 2005 | The Suffering: Ties That Bind                     |      |                            |

### ألغيت
- Gunslinger
- The Lord of the Rings: The Treason of Isengard
- This Is Vegas

## روابط خارجية
- موقع سريالي الرسمي
- الموقع الرسمي لألعاب WB
- صفحة الوظائف
- مقابلة GDC 08 - هذه هي فيغاس
- مقابلة دراكان
- لقطات ومقاطع فيديو من The Suffering: Ties That Bind
- مقابلة GameSpot
- مدونة تطوير لعبة ستيوارت دينمان